# 交道镇 (澄城县)
交道镇，是中华人民共和国陕西省渭南市澄城县下辖的一个乡镇级行政单位。

## 行政区划
交道镇下辖以下地区：
交道村、彭家河村、北社村、中社村、南社村、阿銮寨村、杨家岭村、卓里村、樊家川村、王村、南尧村、劝母村、杨家村、元里村和后地村。